# Libjo, Quần đảo Dinagat

Bản đồ của Quần đảo Dinagat với vị trí của Libjo

Libjo là một đô thị hạng 5 ở tỉnh Quần đảo Dinagat, Philippines. Theo điều tra dân số năm 2000, đô thị này có dân số 16.610 người trong 3.083 hộ.

## Các đơn vị hành chính
Libjo được chia thành 16 barangay.
| - Albor (Pob.) - Arellano - Bayanihan - Doña Helen - Garcia - General Aguinaldo (Bolod-bolod) - Kanihaan - Llamera | - Magsaysay - Osmeña - Plaridel - Quezon - Rosita - San Antonio (Pob.) - San Jose - Santo Niño |